# Stazione di Ikebukuro
La stazione di Ikebukuro (池袋駅?, Ikebukuro-eki) è una stazione ferroviaria di Tokyo, si trova a Ikebukuro nella zona di Toshima ed è la seconda stazione della capitale giapponese per numero di passeggeri annui (dopo la stazione di Shinjuku).

## Storia
La stazione fu inaugurata il 1º aprile 1903 su iniziativa delle ferrovie nazionali. Attualmente è raggiunta da diversi operatori ed è una delle stazioni principali della Linea Yamanote. La zona in cui la stazione venne costruita inizialmente non era molto popolare, ma in seguito all'apertura delle linee Tōjō Railway Line (attuale linea Tōbu Tōjō) nel 1914 e della Musashino Railway Line (attuale linea Seibu Ikebukuro) nel 1915 ha conosciuto un rapido sviluppo.

## Linee
East Japan Railway Company
 Linea Yamanote
 Linea Saikyō
 Linea Shōnan-Shinjuku
Ferrovie Seibu
 Linea Seibu Ikebukuro
Ferrovie Tōbu
 Linea Tōbu Tōjō
Metropolitana Tokyo Metro
 Linea Yūrakuchō
 Linea Fukutoshin
 Linea Marunouchi

## Struttura

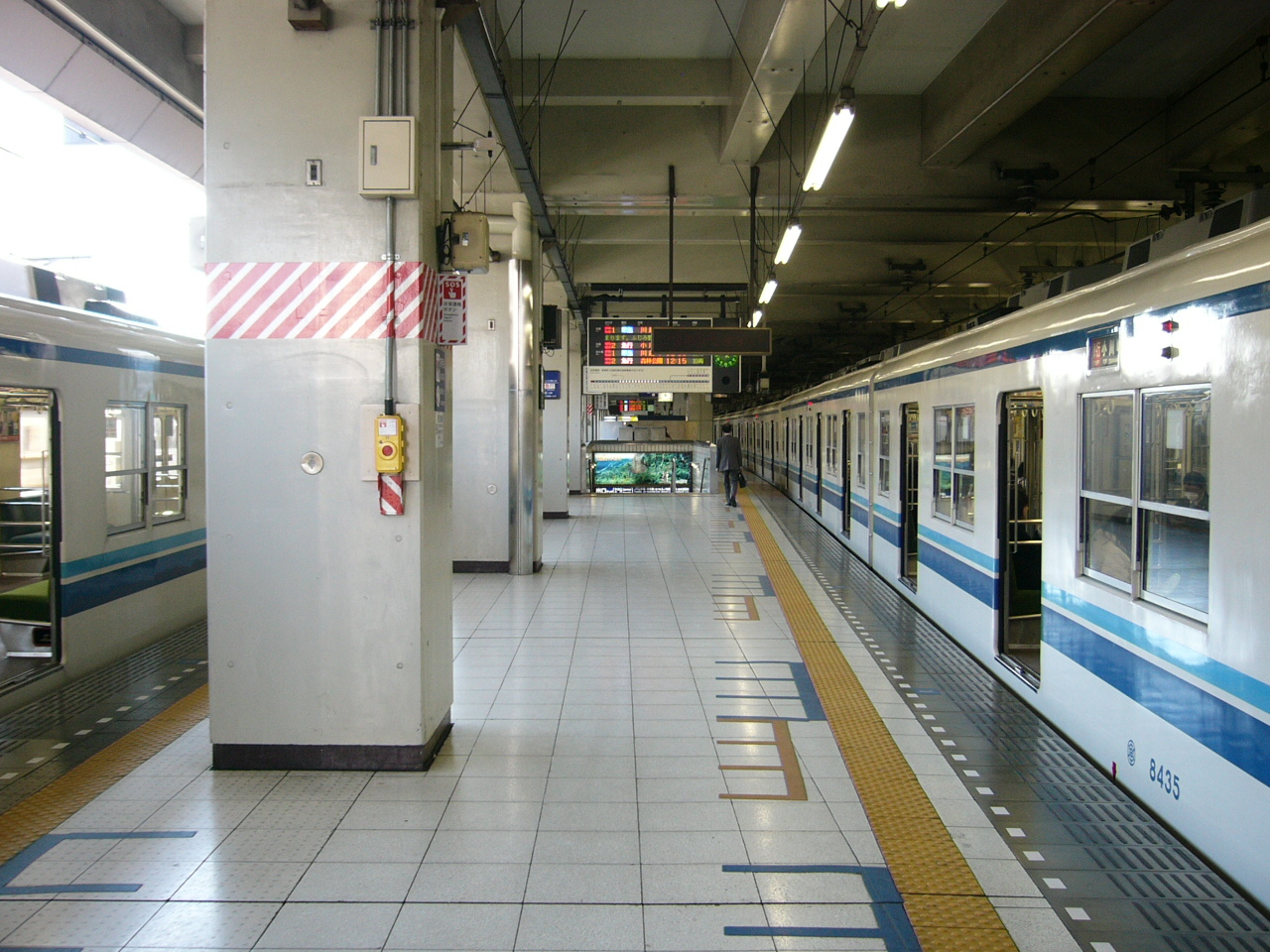
Linea Tōbu Tōjō ai binari 1 e 2

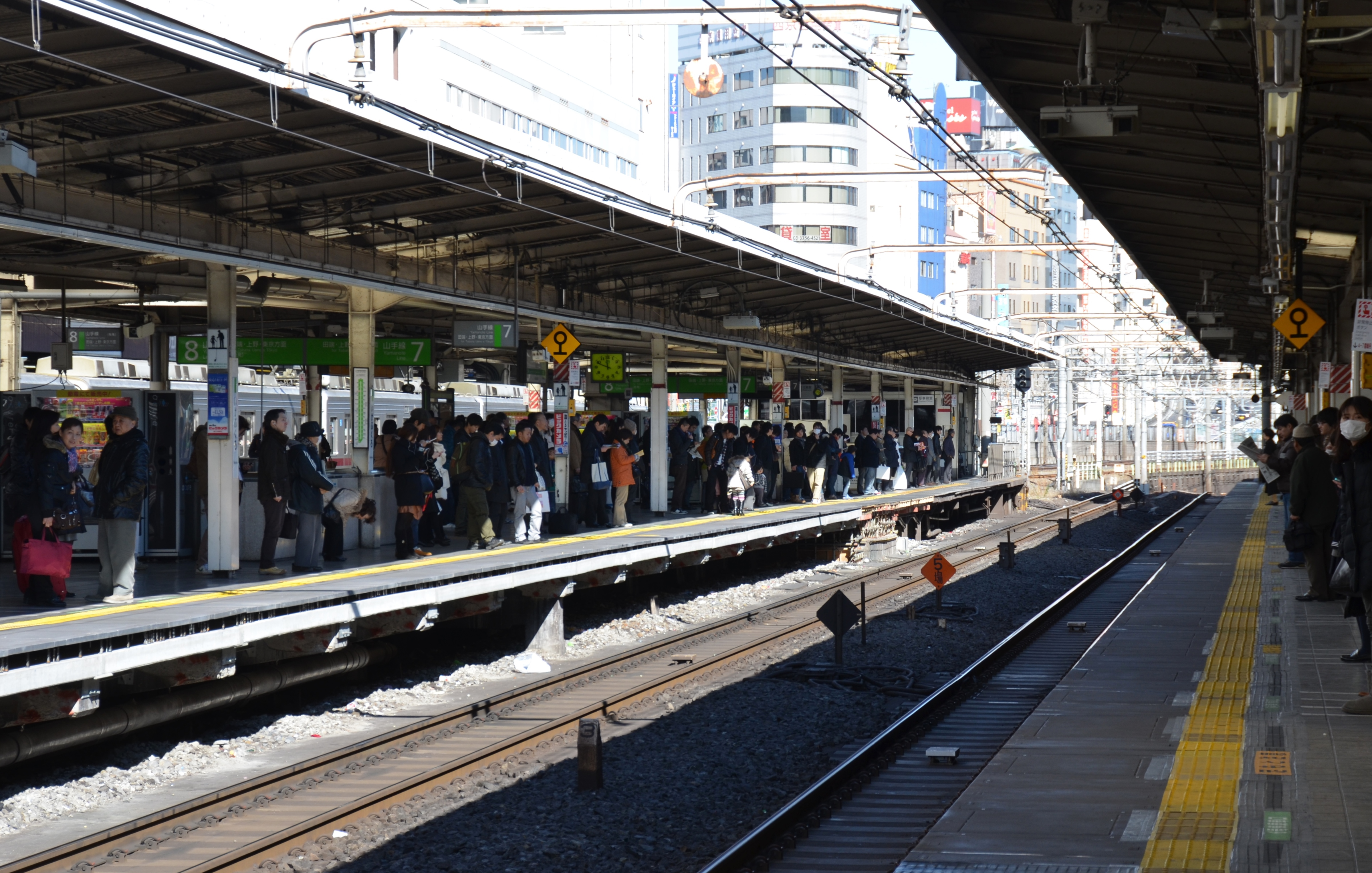
Linea Yamanote al binario 6

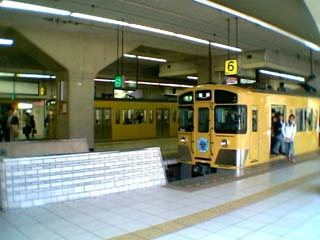
Treni delle ferrovie Seibu

La stazione ha due entrate: Est e Ovest. Le linee della JR East corrono da Nord a Sud al centro della stazione mentre quelle della Tobu sono nella parte Nord-Ovest e quelle della Seibu nella Sud-Est. Ironicamente, "Seibu" (西武) comincia con il kanji che significa Ovest (西) ma i suoi binari sono situati nella parte a Est, viceversa "Tōbu" (東武) comincia con il kanji che significa "Est" (東), ma i suoi binari sono situati nella parte a Ovest.
Le linee Tokyo Metro corrono in senso Est-Ovest.

### Stazione JR East
La stazione JR East è servita dalle linee Yamanote, Saikyō e Shōnan-Shinjuku con 8 binari totali. A partire dal 2 marzo 2013 i marciapiedi della linea Yamanote sono protetti da porte di banchina a metà altezza.
| 1   | ■ Linea Saikyō          | per Shinjuku, Shibuya, Ōsaki e Shin-Kiba |
| 2   | ■ Linea Shōnan-Shinjuku | per Shinjuku, Shibuya, Odawara e Zushi   |
| 2   | ■ Narita Express        | per Narita Aeroporto                     |
| 3   | ■ Linea Shōnan-Shinjuku | per Ōmiya, Utsunomiya e Takasaki         |
| 4   | ■ Linea Saikyō          | per Akabane, Ōmiya e Kawagoe             |
| 5-6 | ■ Linea Yamanote        | per Shinjuku, Shibuya e Shinagawa        |
| 7-8 | ■ Linea Yamanote        | per Ueno, Tokyo e Shimbashi              |

#### Stazioni adiacenti
| «                     | Servizio         | »              |
| Linea Yamanote        | Linea Yamanote   | Linea Yamanote |
| --------------------- | ---------------- | -------------- |
| Mejiro                | Locale           | Ōtsuka         |
| Linea Shōnan-Shinjuku |                  |                |
| Akabane               | Rapido Speciale  | Shinjuku       |
| Akabane               | Rapido           | Shinjuku       |
| Akabane               | Locale           | Shinjuku       |
| Linea Saikyō          |                  |                |
| Itabashi              | Rapido Pendolari | Shinjuku       |
| Itabashi              | Rapido           | Shinjuku       |
| Itabashi              | Locale           | Shinjuku       |

### Stazione Tōbu
Le Ferrovie Tōbu dispongono di una stazione di testa con 5 binari.
| 1-5 | ● Linea Tōbu Tōjō | per Narimasu, Shiki, Kawagoe, Sakado e Ogawamachi |

#### Stazioni adiacenti
| «               | Servizio           | »               |
| Linea Tōbu Tōjō | Linea Tōbu Tōjō    | Linea Tōbu Tōjō |
| --------------- | ------------------ | --------------- |
| Capolinea       | Locale             | Kita-Ikebukuro  |
| Capolinea       | Semiespresso       | Narimasu        |
| Capolinea       | Espresso pendolari | Narimasu        |
| Capolinea       | Espresso           | Narimasu        |
| Capolinea       | Rapido             | Narimasu        |
| Capolinea       | Espresso rapido    | Wakōshi         |
| Capolinea       | TJ Liner           | Fujimino        |

### Stazione Seibu
Le Ferrovie Seibu dispongono di una stazione di testa con 7 binari.
| 1-7 | ● Linea Seibu Ikebukuro | per Nerima, Tokorozawa, Hannō e Mitsumineguchi |

#### Stazioni adiacenti
| «                     | Servizio               | »                     |
| Linea Seibu Ikebukuro | Linea Seibu Ikebukuro  | Linea Seibu Ikebukuro |
| --------------------- | ---------------------- | --------------------- |
| Capolinea             | Locale                 | Shiinamachi           |
| Capolinea             | Semiespresso           | Nerima                |
| Capolinea             | Semiespresso pendolari | Nerima                |
| Capolinea             | Rapido                 | Nerima                |
| Capolinea             | Espresso pendolari     | Shakujii-kōen         |
| Capolinea             | Espresso               | Shakujii-kōen         |
| Capolinea             | Espresso rapido        | Shakujii-kōen         |
| Capolinea             | Espresso Limitato      | Tokorozawa            |

### Stazione Tokyo Metro
A Ikebukuro si incrociano 3 linee di metropolitana. Le linee Fukutoshin e Yūrakuchō si incrociano e possiedono due binari passanti, mentre la linea Marunouchi ha qui il suo capolinea e possiede due binari tronchi.
| 1-2 | Linea Marunouchi | per Ōtemachi, Tokyo, Ginza, Ogikubo e Hōnanchō                                |
| 3   | Linea Yūrakuchō  | per Iidabashi, Nagatachō, Yūrakuchō e Shin-Kiba                               |
| 4   | Linea Yūrakuchō  | per Kotake-Mukaihara, Wakōshi, Shinrinkōen e Hannō                            |
| 5   | Linea Fukutoshin | per Shinjuku-sanchōme, Meiji-Jingūmae, Shibuya, Yokohama e Motomachi-Chūkagai |
| 6   | Linea Fukutoshin | per Kotake-Mukaihara, Wakōshi, Shinrinkōen e Hannō                            |

#### Stazioni adiacenti
| «                | Servizio           | »                 |
| Linea Marunouchi | Linea Marunouchi   | Linea Marunouchi  |
| ---------------- | ------------------ | ----------------- |
| Shin-Ōtsuka      | Locale             | Capolinea         |
| Linea Yūrakuchō  |                    |                   |
| Kanamechō        | Locale             | Higashi-Ikebukuro |
| Linea Fukutoshin |                    |                   |
| Kotake-Mukaihara | Espresso           | Shinjuku-sanchōme |
| Kotake-Mukaihara | Espresso pendolari | Shinjuku-sanchōme |
| Kanamechō        | Locale             | Zōshigaya         |

## Nei dintorni della stazione
La zona attorno alla stazione è ricca di negozi ed è diventata un centro importante di commercio. A Est della stazione si possono trovare grandi magazzini come Sunshine City, Parco, Mitsukoshi e Bic Camera, dall'altra parte si può trovare il Metropolitan Plaza.